# Plecia uberta
Plecia uberta är en tvåvingeart som beskrevs av Hardy 1942. Plecia uberta ingår i släktet Plecia och familjen hårmyggor. Inga underarter finns listade i Catalogue of Life.